# Кавалканте, Артур
Артур Кавалканте да Силва (порт.-браз. Arthur Cavalcante da Silva; род. 11 марта 1992 года, Натал, Риу-Гранди-ду-Норти, Бразилия) — бразильский дзюдоист-паралимпиец. Чемпион летних Паралимпийских игр 2024 в Париже.

## Биография

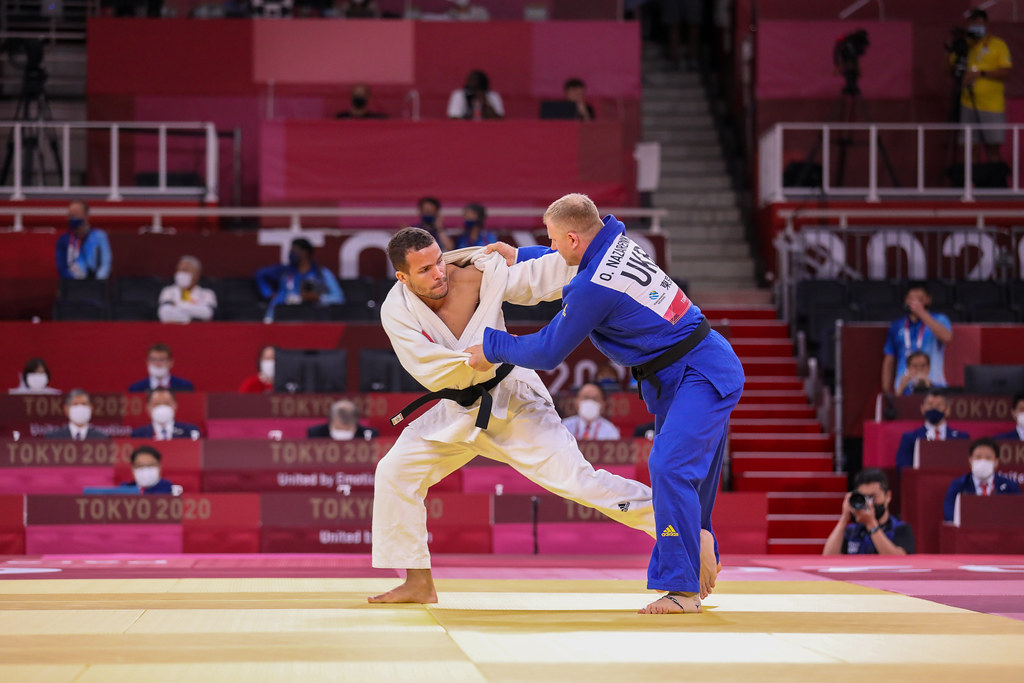
Схватка за бронзовую медаль Паралимпиады-2020. Артур Кавалканте против украинца Александра Назаренко.

10 сентября 2016 года на Паралимпиаде в Рио-де-Жанейро в весовой категории до 90 кг в 1/8 финала победил испанца Абеля Васкеса Кортихо, в четвертьфинале уступил украинцу Александру Назаренко. В утешительном финале проиграл британцу Сэму Ингрэму и не прошёл в матч за третье место.
29 августа 2021 года принял участие на летних Паралимпийских играх 2020 в Токио в весовой категории до 90 кг. В четвертьфинале уступил иранцу Вахиду Нури и продолжил борьбу за бронзовые медали. Победил японца Харуку Хиросэ, но в схватке за третье место уступил украинцу Александру Назаренко.
7 сентября 2024 года стал чемпионом летних Паралимпийских игр 2024 в Париже в весовой категории до 90 кг (класс J1). В четвертьфинале победил узбекского дзюдоиста Тургуна Абдиева, в полуфинале — турка Ясина Чимчилера, в финале — британца Дэниэла Пауэлла.

## Основные спортивные результаты
| Год  | Турнир                          | Место проведения | Категория       | Место |
| ---- | ------------------------------- | ---------------- | --------------- | ----- |
| 2014 | Чемпионат мира                  | Колорадо-Спрингс | До 90 кг        | 9     |
| 2016 | Летние Паралимпийские игры 2016 | Рио-де-Жанейро   | До 90 кг        | 7     |
| 2018 | Чемпионат мира                  | Одивелаш         | До 90 кг        | 7     |
| 2021 | Летние Паралимпийские игры 2020 | Токио            | До 90 кг        | 5     |
| 2022 | Чемпионат мира                  | Баку             | До 90 кг, J1    | 3     |
| 2023 | ПараПан Американские игры       | Сантьяго         | До 90 кг, J1/J2 | 2     |
| 2024 | Летние Паралимпийские игры 2024 | Париж            | До 90 кг, J1    | 1     |
| 2025 | Чемпионат мира                  | Астана           | до 95 кг, J1    | 2     |